# Mary Cyrene Burch Breckinridge

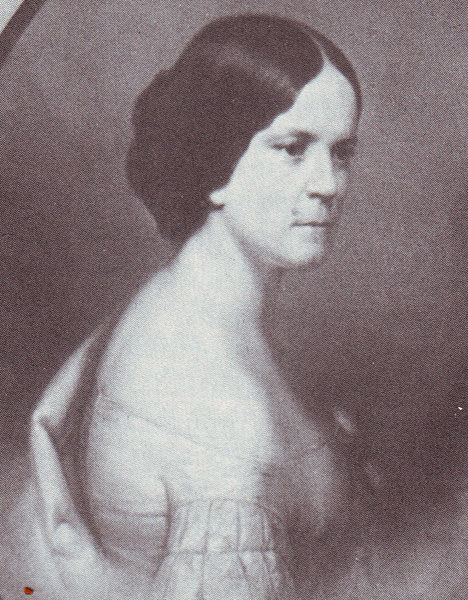
Mary Cyrene Burch Breckinridge, Gemälde von Benjamin Franklin Reinhart

Mary Cyrene Burch Breckinridge (* 16. August 1826 in Georgetown, Kentucky; † 8. Oktober 1907 in Buffalo, New York) war die Ehefrau von John C. Breckinridge, dem US-amerikanischen Vizepräsidenten unter James Buchanan und dadurch Second Lady der Vereinigten Staaten. 
Mary Cyrene Burch war die Tochter von Clifton Rhodes Burch und Alethia Viley Burch. Am 12. Dezember 1843 heiratete sie John C. Breckinridge, den Anwaltspartner ihres Cousins Thomas Bullock. Das Paar ließ sich in Georgetown nieder und bekam fünf Kinder. John C. Breckinridge eröffnete eine Anwaltskanzlei in Lexington. Nachdem er einige Jahre im Repräsentantenhaus der Vereinigten Staaten vertreten war, zog das Paar wegen der angegriffenen Gesundheit Marys und aus finanziellen Gründen wieder nach Kentucky, wo sich die finanzielle Lage durch Landspekulationen wieder besserte. 1857 wurde John C. Breckinridge Vizepräsident. Während des Bürgerkrieges kämpfte er auf der Seite der Konföderierten, so dass die Familie nach dessen Ende ins Exil nach Kanada ging. Den Sommer 1866 verbrachten sie in Niagara am Lake Ontario, später zog die Familie nach Toronto. Laut der gemeinsamen Tochter Mary war dieses Exil für ihren Vater sehr hart, während es für ihre Mutter wie eine Befreiung war. 1868 kehrten John and Mary Breckinridge nach einer Generalamnestie durch Präsident Andrew Johnson in die USA zurück und ließen sich wieder in Kentucky nieder. 
Nachdem Mary Breckinridge seit 1875 Witwe war, starb sie selbst im Alter von 81 Jahren in Buffalo.
Ihr Sohn Clifton R. Breckinridge saß von 1883 und 1894 für den Bundesstaat Arkansas im US-Repräsentantenhaus.